# Ski Jeziersko-Bachledowa

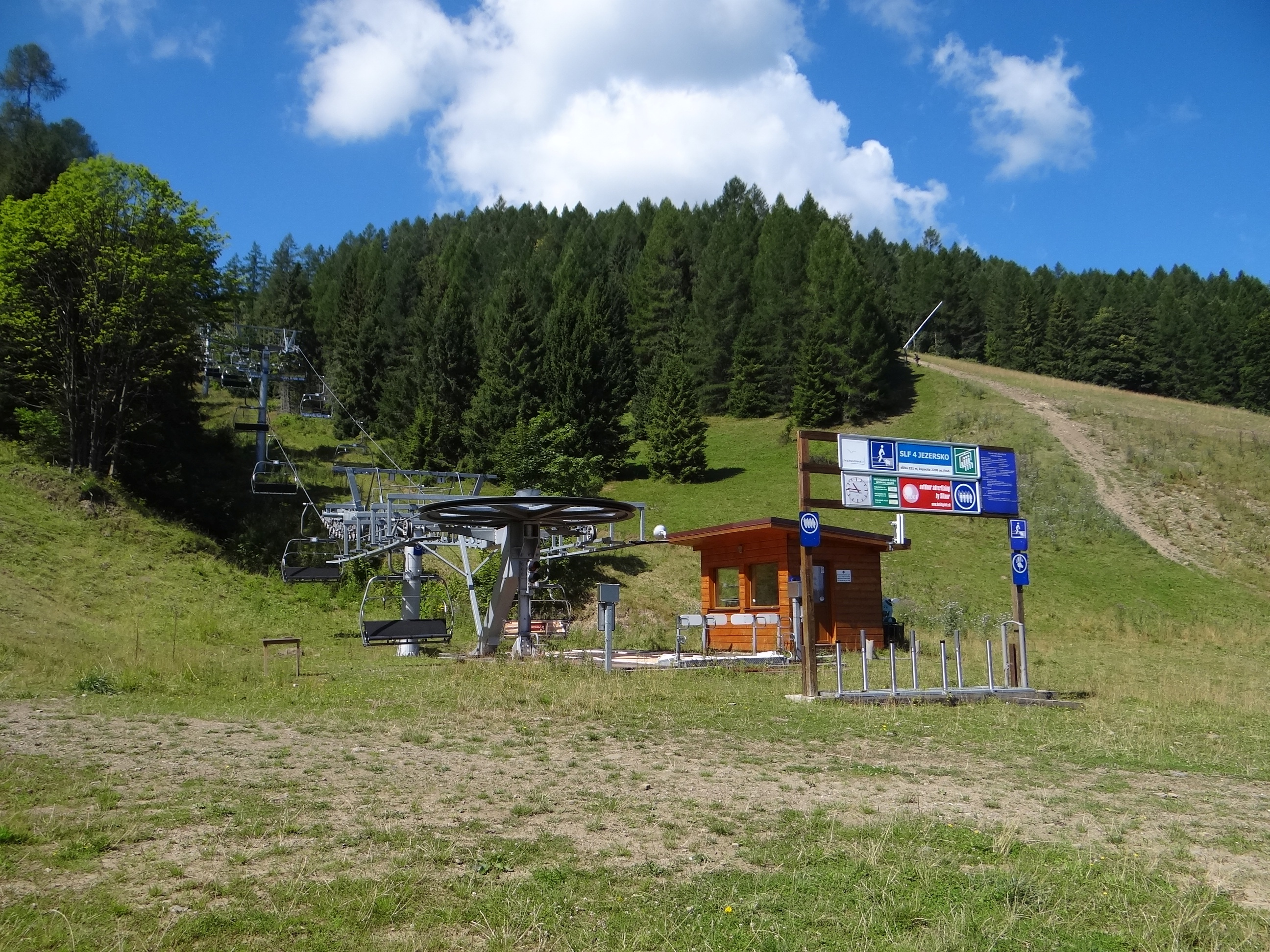
Dolna stacja wyciągu w miejscowości Jezersko

Ski Jeziersko- Bachledowa – ośrodek narciarski w słowackich miejscowościach Jezierska (słow. Jezersko) i Zdziar (Ždiar). Znajduje się na południowym i północnym stoku Magury Spiskiej; w Zdziarze jest to Dolina Bachledzka, w Jezersku dolina Jezerskego potoku.
Na obydwu stokach kursują kolejki krzesełkowe. Ich górna stacja znajduje się na bezimiennym szczycie 1051 m n.p.m. pomiędzy Bukoviną (1176 m) i Słodyczowskim Wierchem (1176 m). Centrum narciarskie  posiada 6,3 km tras zjazdowych o zróżnicowanej trudności. Wyciąg z Jezerska czynny jest tylko zimą, wyciąg z Doliny Bachledzkiej także latem, w sezonie turystycznym. 
Górne stacje wyciągów krzesełkowych to tereny trawiaste. Dzięki temu rozciąga się stąd szeroka panorama widokowa. Szczególnie dobrze widoczne są stąd pobliskie Tatry Bielskie i Dolina Żarska. Z wieży widokowej panorama obejmuje cały horyzont. Obok górnych stacji wyciągów krzesełkowych znajduje się krzyż i ołtarz polowy, bufet, plac zabaw dla dzieci, boisko sportowe, tor zjazdowy i wieża widokowa. Jest to również miejsce skrzyżowania kilku szlaków turystyki pieszej i rowerowej i ścieżki edukacyjnej.